# Philippe Alliot
Philippe Alliot (Voves, 27 juli 1954) is een voormalig Frans autocoureur. Hij maakte zijn Formule 1-debuut in 1984 bij RAM en nam deel aan 116 Grands Prix waarvan hij er 109 mocht starten. Hij scoorde 7 punten.
Hij startte zijn carrière in 1976 en 1977 in de Formule Renault en won het Frans kampioenschap in 1978. Hierna stapte hij over naar de Franse Formule 3. Hij werd derde in zijn eerste race en ging in 1980 in de Europese Formule 3 rijden. In 1983 ging hij dan weer Formule 2 rijden. Datzelfde jaar finishte hij ook derde in de 24 uren van Le Mans, in een team met Michael en Mario Andretti.
In 1984 maakte hij zijn debuut in de Formule 1 met het RAM-team maar dit was geen succes. In 1986 nam Alliot de plaats van Jacques Laffite bij Ligier in na een crash in de Britse Grand Prix. Hier toonde hij wel wat vooruitgang. Het volgende jaar ging hij voor Larrousse rijden maar ging in 1990 terug naar Ligier, waar hij hoofdzakelijk de reputatie kreeg van een brokkenpiloot.
Hierop verliet hij de Formule 1 voor sportwagenraces en was relatief succesvol bij het Peugeot-team van Jean Todt. In 1993 mocht hij het nogmaals proberen in de Formule 1 bij Larrousse waarna hij een jaar later overstapte naar McLaren als testrijder. Hij reed in 1994 dan nog één race waarin hij een geschorste Mika Häkkinen verving.
Na het verlaten van de Formule 1 in 1995 beproefde hij zijn geluk in de politiek, als tv-commentator, in ijsraces en in de Dakar-rally. Hij runt nu zijn eigen GT raceteam.